# NGC 2969
NGC 2969 é uma galáxia espiral (Sc) localizada na direcção da constelação de Sextans. Possui uma declinação de -08° 36' 12" e uma ascensão recta de 9 horas, 41 minutos e 54,5 segundos.
A galáxia NGC 2969 foi descoberta em 27 de Março de 1786 por William Herschel.